# Панацея

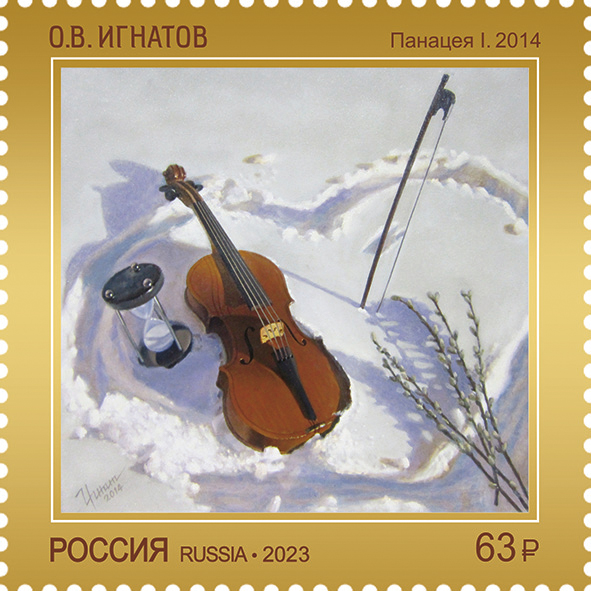
Картина художника О. В. Игнатова «Панацея I» на почтовой марке России 2023 года из серии «Современное искусство России»

Панаце́я — мифическое универсальное средство от всех болезней, способное также продлевать жизнь, вплоть до бесконечности.
Поиском панацеи занимались алхимики. Название происходит от имени греческой богини Панакеи (всё излечивающей), дочери Асклепия — бога медицины и врачевания в древнегреческой мифологии.
Сегодня термин «панацея» употребляется в образном смысле, означая предполагаемое средство, которое решит все проблемы, причём не только медицинского характера. Обычно употребляется с частицей «не». Например: «фитотерапия эффективна при лечении многих болезней, но она, всё же, не панацея».
С идеей существования панацеи связано латинское название рода женьшеня — Panax (так назвал женьшень Карл Линней при его описании). Среди наиболее известных литературных панацей: «мазь Прометея», «Самаркандское яблоко» («Яблоко принца Ахмеда»), «ханаанский бальзам», молий (моли), «бальзам Фьерабраса».